# هایدرسدورف
هایدرسدورف (به آلمانی: Heidersdorf) یک شهر در آلمان است که در ارتسگبیرگسکرایس واقع شده‌است. هایدرسدورف ۹۲۳ نفر جمعیت دارد.